# 다시나역
다시나역(일본어: 駄科駅)은 일본 나가노현 이다시에 위치한 도카이 여객철도 이다선의 철도역이다. 단선 승강장 1면 1선의 구조를 갖춘 지상역이다.

## 이용 현황
| 승차 인원 추이 | 승차 인원 추이 |
| 연도           | 1일 평균       |
| -------------- | -------------- |
| 2003           | 197            |
| 2004           | 190            |
| 2005           | 198            |
| 2006           | 194            |
| 2007           | 190            |
| 2008           | 189            |
| 2009           | 160            |
| 2010           | 154            |
| 2011           | 144            |

## 역 주변
- 국도 제151호선

## 역사
- 1927년 4월 8일 : 이나 전기 철도의 다시나 - 게가 간 연신 때에 개업. 일반역.
- 1943년 8월 1일 : 이나 전기 철도선이 이다선의 일부로 국유화되어, 일본국유철도의 역이 된다.
- 1971년 12월 1일 : 화물 · 하물의 취급을 폐지.
- 1984년 2월 24일 : 무인화.
- 1987년 4월 1일 : 일본국유철도 분할 민영화에 의해, 도카이 여객철도가 승계.
- 1989년 9월 19일 : 교환 설비 사용 정지, 후에 철거.
- 1998년 5월 23일 : 방화에 의해 역사가 전소. 후에 범인은 시내에 거주하는 고교생으로 판명. 체포.
- 1999년 2월 1일 : 대합실 준공.

## 인접 역
| 도카이 여객철도 이다선 | 도카이 여객철도 이다선 | 도카이 여객철도 이다선 |
| ---------------------- | ---------------------- | ---------------------- |
| 도키마타 도요하시 방면 | ■ 이다선               | 게가 다쓰노 방면       |